# Galériás molyok
A galériás molyok (Galleriinae) a valódi lepkék közül a fényiloncafélék (Pyralidae) családjának egyik alcsaládja.
Ebben az alcsaládban viszonylag kevés faj van, de szinte az egész Földön megtalálhatjuk őket.  Hazánkból hét fajt mutattak ki, és ezek között a méhfélék viaszában élő, a kaptárakban károsító fajok is vannak. A lepkék éjszaka repülnek, és a mesterséges fény vonzza őket.

## Származásuk, elterjedésük
A fajok többsége trópusi. Európában két nemzetségük (Galleriini, Tirathabini) 3, illetve 4 nemének összesen 16 faja él. Közülük 7 Magyarországon is megtalálható (Pastorális, 2011).

## Rendszertani felosztásuk
Az alcsalád több mint hatvan nemet fog össze.
- Cacotherapiininemzetség:
  - Alpheias
  - Alpheioides
  - Cacotherapia
  - Decaturia
  - Genopaschia
- Viaszmolyok nemzetsége (galériás moly-rokonúak, Galleriini):
  - Achroia
    - Kis viaszmoly (Achroia grisella Fabricius, 1794)

  - Cathayia
  - Chevalierella
  - Dinopleura
  - Eloeidiphilos
  - galériás moly (Galleria)
    - Nagy viaszmoly (Galleria mellonella L., 1758)

  - Pseudarenipses
  - Trachylepidia
- Joelminetiini nemzetség egyetlen nemmel:
  - Joelminetia
- Macrothecini
  - Gallerites
  - Macrotheca
  - Marisba
  - Rhectophlebia
  - Yxygodes
- Megarthridiini
  - Cataprosopus
  - Eulophopalpia
  - Megarthridia
  - Omphalocera
  - Omphalomia
  - Perinetoides
  - Sphinctocera
  - Thyridopyralis
- Tirathabini:
  - Acracona
  - Acyperas
  - Antiptilotis
  - Aphomia
  - Arenipses
  - Bapara
  - Callionyma
  - Ceratothalama
  - Corcyra
  - Cristia
  - Doloessa
  - Eldana
  - Epimorius
  - Ethopia
  - Heteromicta
  - Hypolophota
  - Lamoria
  - Mampava
  - Mecistophylla
  - Metaraphia
  - Meyriccia
  - Microchlora
  - Neoepimorius
  - Neophrida
  - Paralipsa
  - Paraphomia
  - Parazanclodes
  - Paroxyptera
  - Picrogama
  - Pocopaschia
  - Pogrima
  - Prasinoxena
  - Proropoca
  - Prosthenia
  - Schistotheca
  - Statia
  - Stenachroia
  - Stenopaschia
  - Thalamorrhyncha
  - Tirathaba
  - Xenophasma

További nemek:
- - Athaliptis
  - Ertzica
  - Palmia